# Cathédrale Saint-Brendan d'Ardfert
Cette  cathédrale n’est pas la seule cathédrale Saint-Brendan.
La cathédrale Saint-Brendan (Ardeaglais Ard Fhearta) d’Ardfert est une ancienne cathédrale chrétienne irlandaise, aujourd’hui en ruine, détruite par le feu en 1641. 
Elle est construite sur le site d’un ancien monastère, fondé au VIe siècle par Brendan de Clonfert, à qui la cathédrale est dédiée quand elle devient le siège du diocèse d'Ardfert en 1117, également appelé Ardfert et Aghadoe (en). 
Elle est aujourd'hui un site de tourisme patrimonial dont le site est à présent géré par l’OPW (en). Une partie du transept a été restaurée, abritant une entrée et une boutique souvenir.

## Description
La cathédrale a un portail ouest roman avec des pointants vers l’extérieur des chevrons d’un style anglo-normand. Elle est flanquée d’arcatures aveugles avec des losanges en pierre, semblables à ceux que l’on peut admirer dans le sud-ouest de la France. Elle possède également une fenêtre est du XIIIe siècle et une rangée à neuf lancettes sur le mur sud.

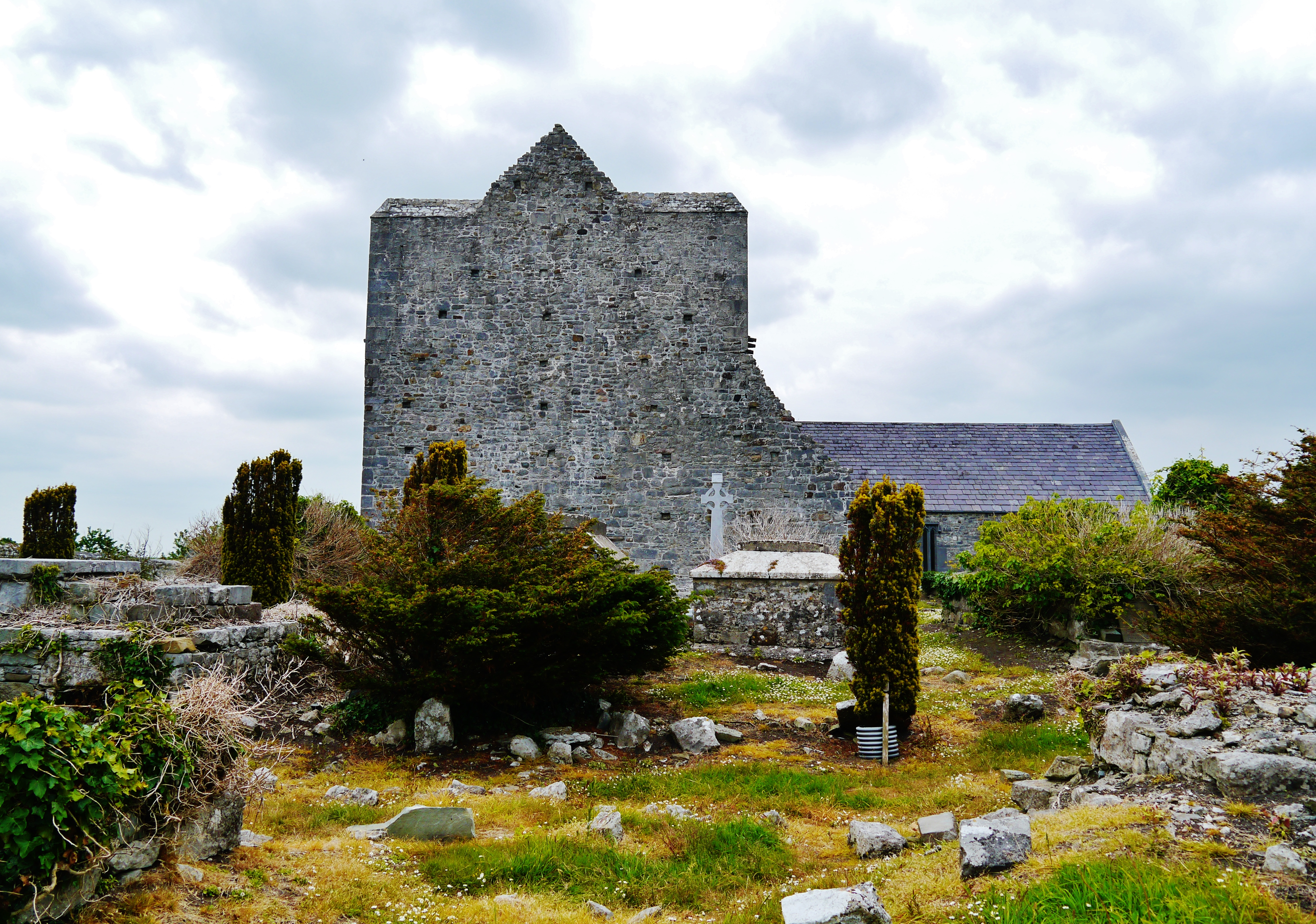
Façade arrière
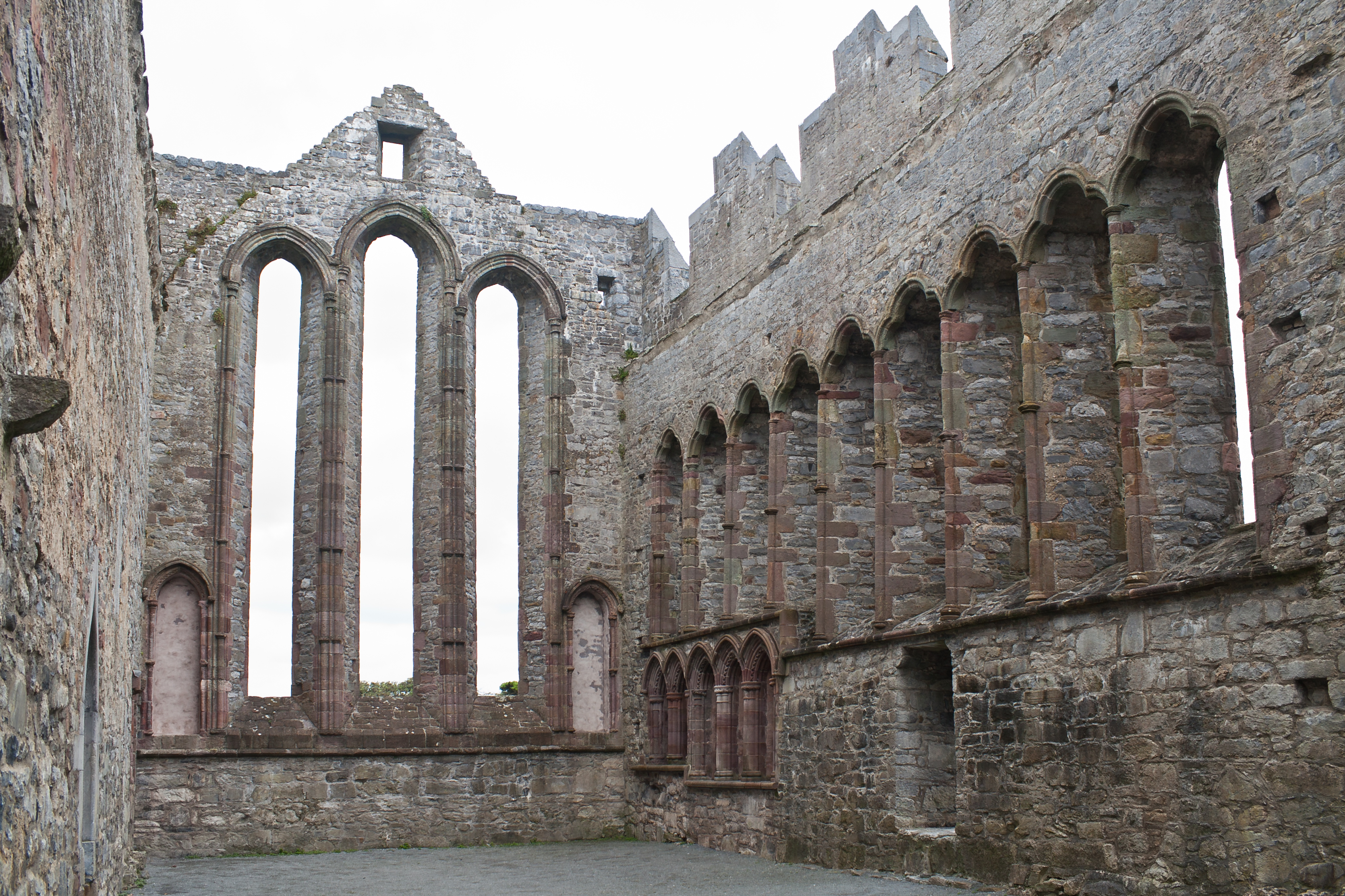
Façade avant vue de l'intérieur.
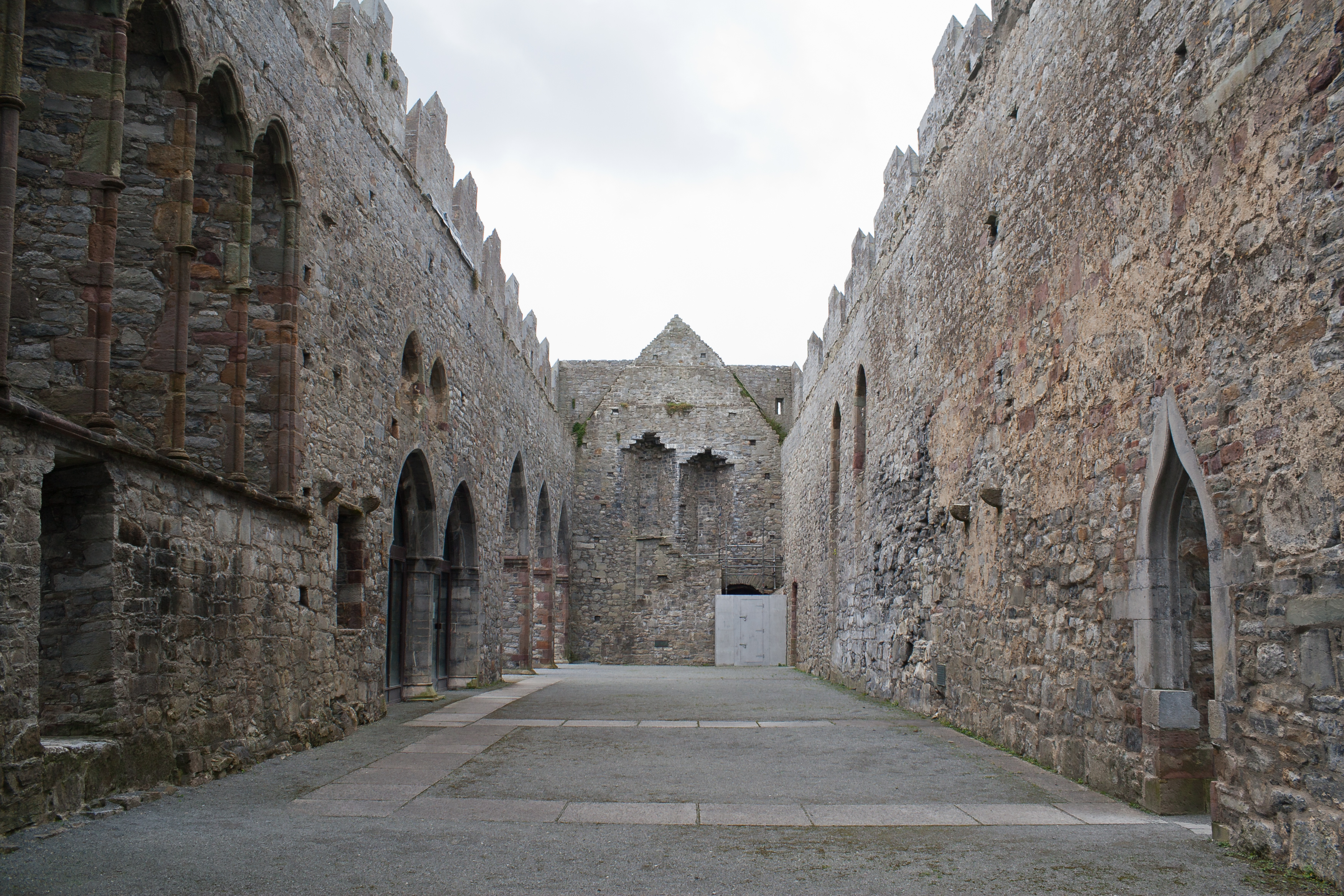
Façade arrière vue de l'intérieure.

Deux effigies de personnalités ecclésiastiques de la fin du XIIIe siècle ou au début du XIVe siècles, sont montées de chaque côté de la fenêtre est. Les crénelages ont été ajoutés au XVe siècle. Le bloc de maçonnerie datant d’avant le XIIe siècle est visible au niveau du mur nord. L’une des petites églises est un exemple typique d’architecture romane tardive ; l’autre est un édifice du XVe siècle, avec un bas-relief sculpté d’une vouivre sur l’une des fenêtres,. Au coin nord-est, un niche en double rectangle contient une gargouille avec les lèvres écartées révélant de larges dents, proche des motifs trouvés en Espagne ou dans l’ouest de la France.
Au nord-ouest de la cathédrale elle-même se trouve le temple-na-hoe, une église romane tardive, dont le chancel a maintenant disparu. Une corniche décorée en ronde-bosse supporte de toit. Le portail ouest est nu, mais celui au sud présente des ornements végétaux ; l’arche du chancel est ornementée de chevrons.

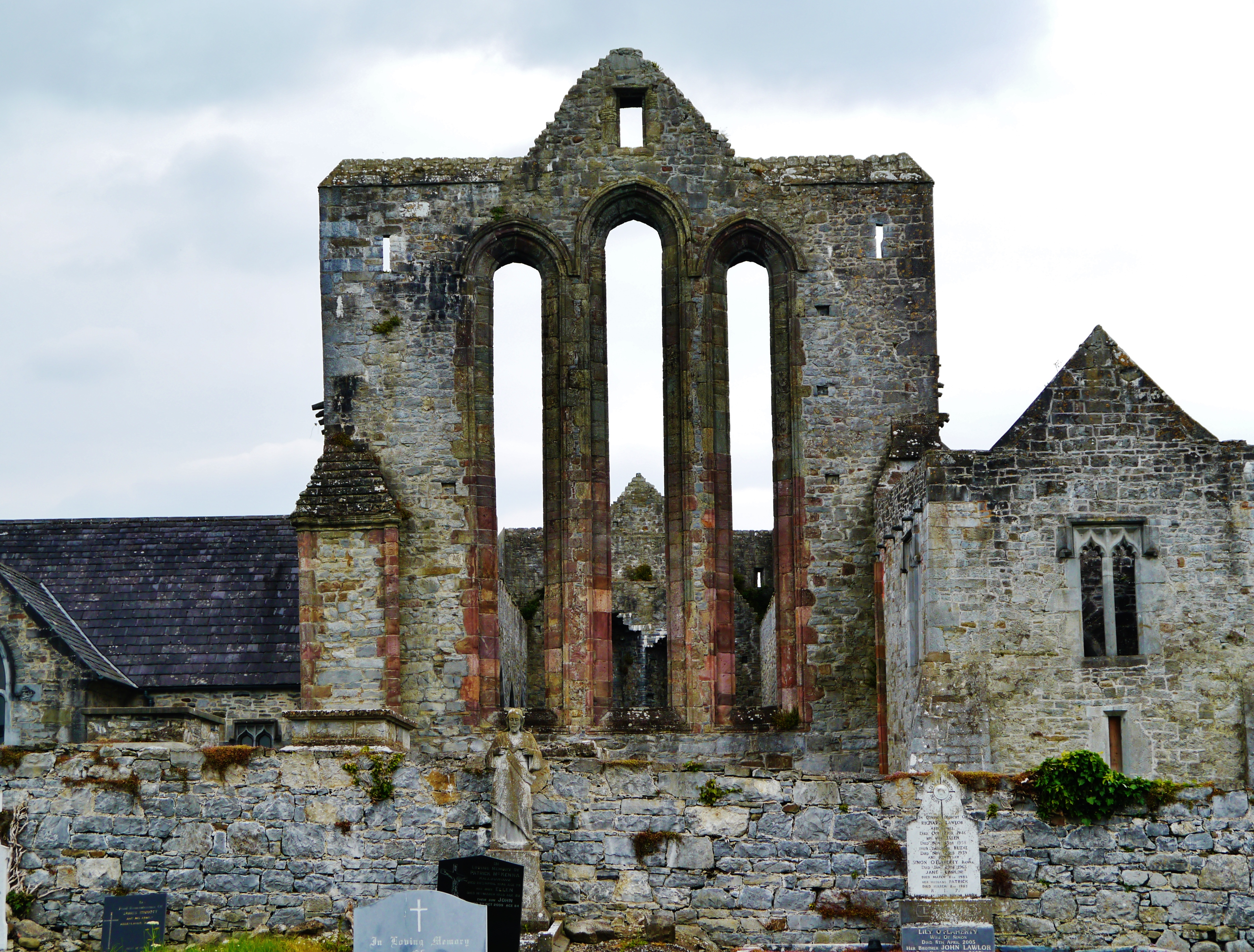
Baie trijumelle
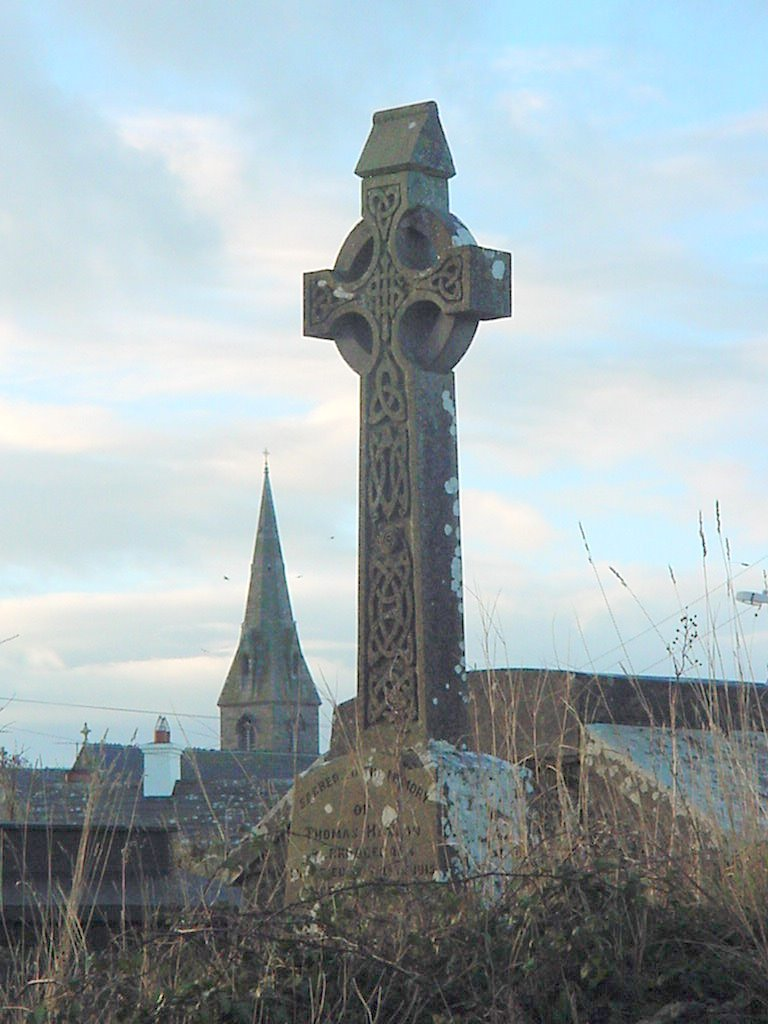
Haute croix
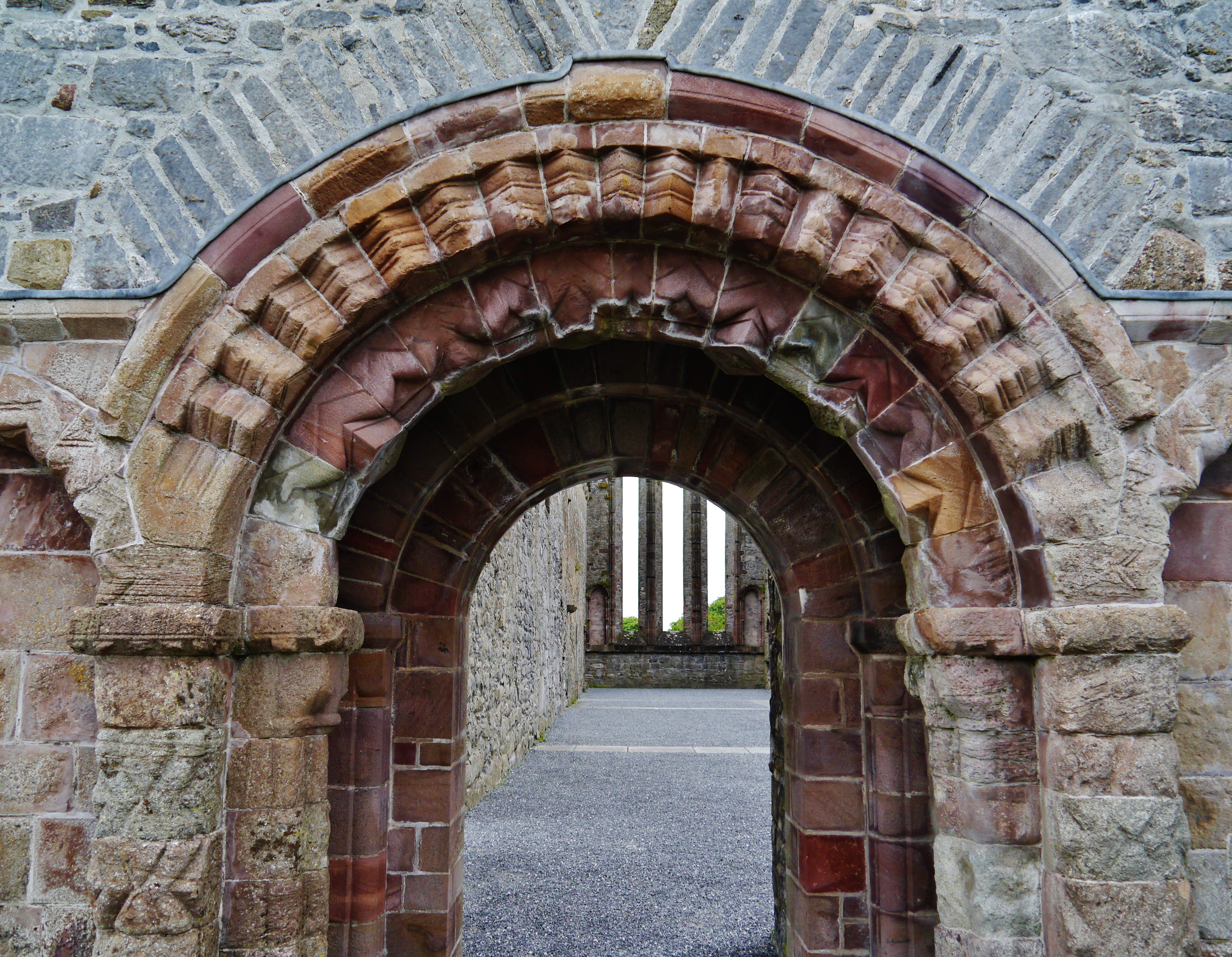
Ornements en chevrons

## Historique

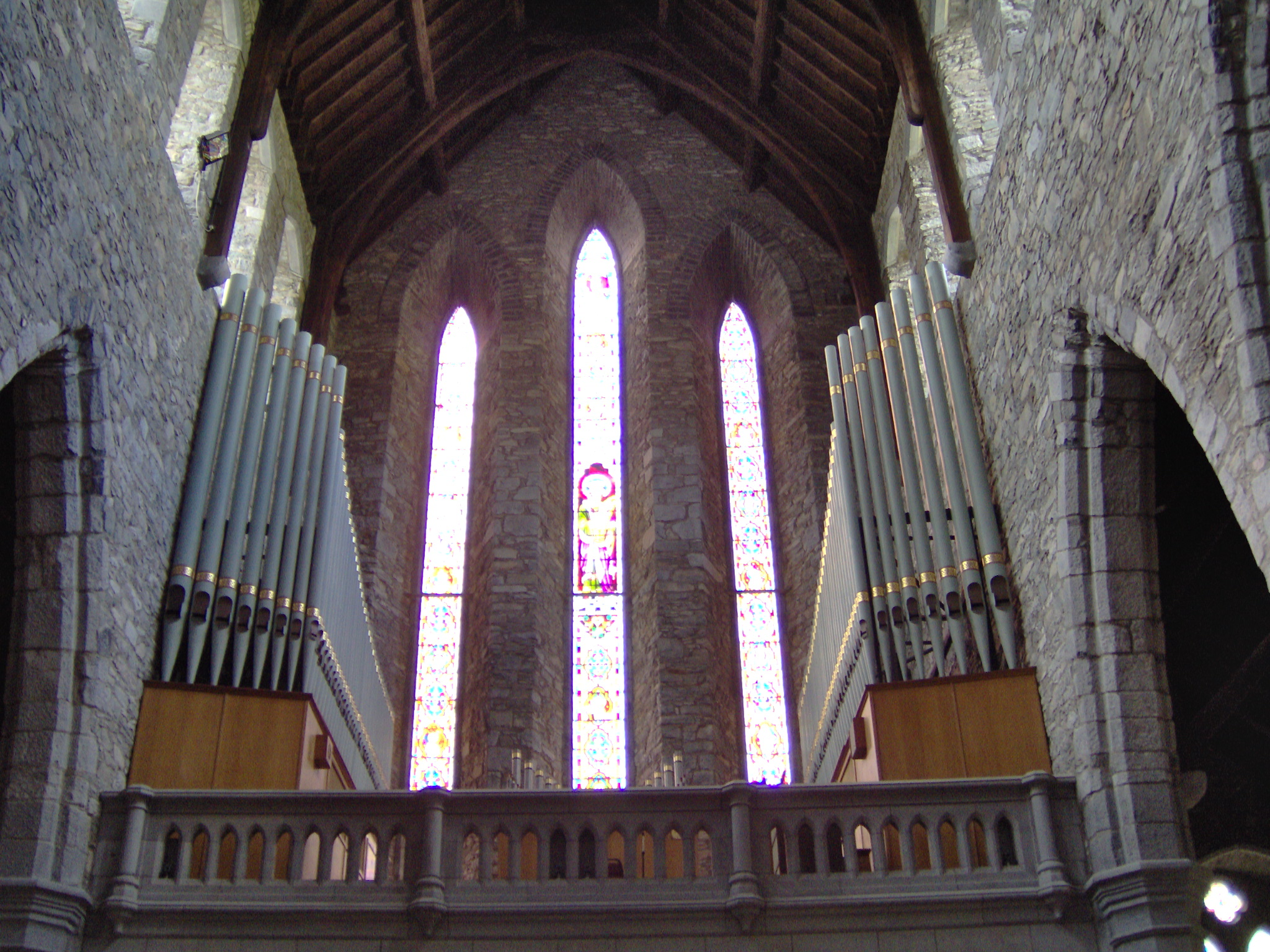
Lancettes de la cathédrale de Killarney, inspirées de celles d'Ardfert.

Le site offre à voir trois ruines d’églises de l’époque médiévale, le premier édifice daté du XIIe siècle avec des additions du XVe siècle (un petit transept est ajouté, des créneaux sont construits, une pierre gravée d’écritures oghamique et de nombreuses pierres tombales chrétiennes et médiévales. Le toit de la cathédrale a été détruit durant la rébellion irlandaise de 1641, mais celui du transept sud a été refait et étendu plus tard au XVIIe siècle au moment de sa conversion en église protestante. En 1871, à l’ouverture d’une nouvelle église protestante, le toit est à nouveau enlevé. Avec le cimetière attenant, on trouve deux autres églises : le temple Na Hoe du XIIe siècle et le temple Na Griffin du XVe siècle.
Elle inspirera Augustus Pugin dans sa conception de la cathédrale Sainte-Marie de Killarney, du diocèse catholique de Kerry.

## Source
- (en) Cet article est partiellement ou en totalité issu de l’article de Wikipédia en anglais intitulé « Ardfert Cathedral » (voir la liste des auteurs).